# Aston-sub-Edge

Aston-sub-Edge, ou Aston Subedge, é uma paróquia e aldeia do distrito de Cotswold, no condado de Gloucestershire, na Inglaterra. De acordo com o Censo de 2011, tinha 107 habitantes. Tem uma área de 8,11km².